# Mustvee
Mustvee (deutsch Schwarzwasser) ist eine Stadt im Nordosten Estlands.

## Lage

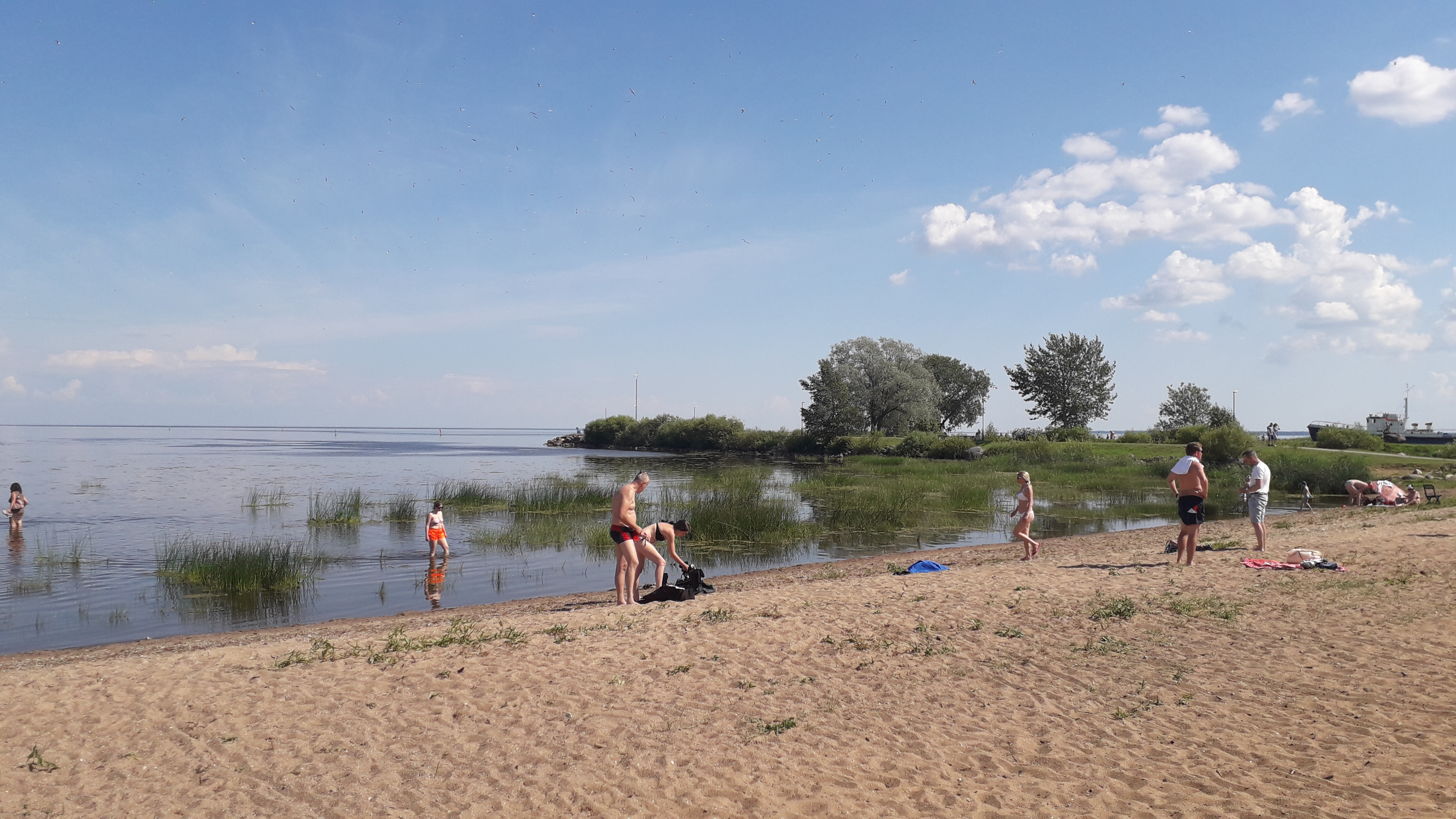
Mustvee, Peipussee

Mustvee liegt im Nordosten des Landkreises Jõgeva am Nordwestufer des Peipussees etwa 65 km nordöstlich von Tartu.

## Geschichte
Der Name Mustvee (übersetzt Schwarzwasser) ist als Mustut seit 1493 belegt. Vor der dauerhaften Besiedlung des Ortes bestanden an der heutigen Stelle einige Fischerhütten. Seit 1554 wird der Gutshof Moustet erwähnt. Erst mit der Einwanderung der Altgläubigen aus Russland entstand im 18. Jahrhundert der gegenwärtige Ort. 1869 wurde Mustvee zur eigenständigen Gemeinde. Seit 1921 trug sie den Titel einer Großgemeinde (alevik). 1938 erhielt sie die Stadtrechte.
Im Zweiten Weltkrieg wurde die Stadt zu über 70 Prozent zerstört. Danach wurden an vielen Stellen Häuser im Stil der sowjetischen Bauweise errichtet, die heute das Stadtbild an vielen Stellen prägen. Außerhalb des Zentrums, besonders am Peipussee, ist die Gegend besonders im Sommer idyllisch.
Seit April 2013 ist Max Kaur Oberbürgermeister der Stadt Mustvee.

## Sehenswürdigkeiten
Zu Beginn des 20. Jahrhunderts gab es in Mustvee sieben Kirchen. Heute sind noch vier erhalten, die von den verschiedenen christlichen Konfessionen im multireligiös geprägten Mustvee genutzt werden.

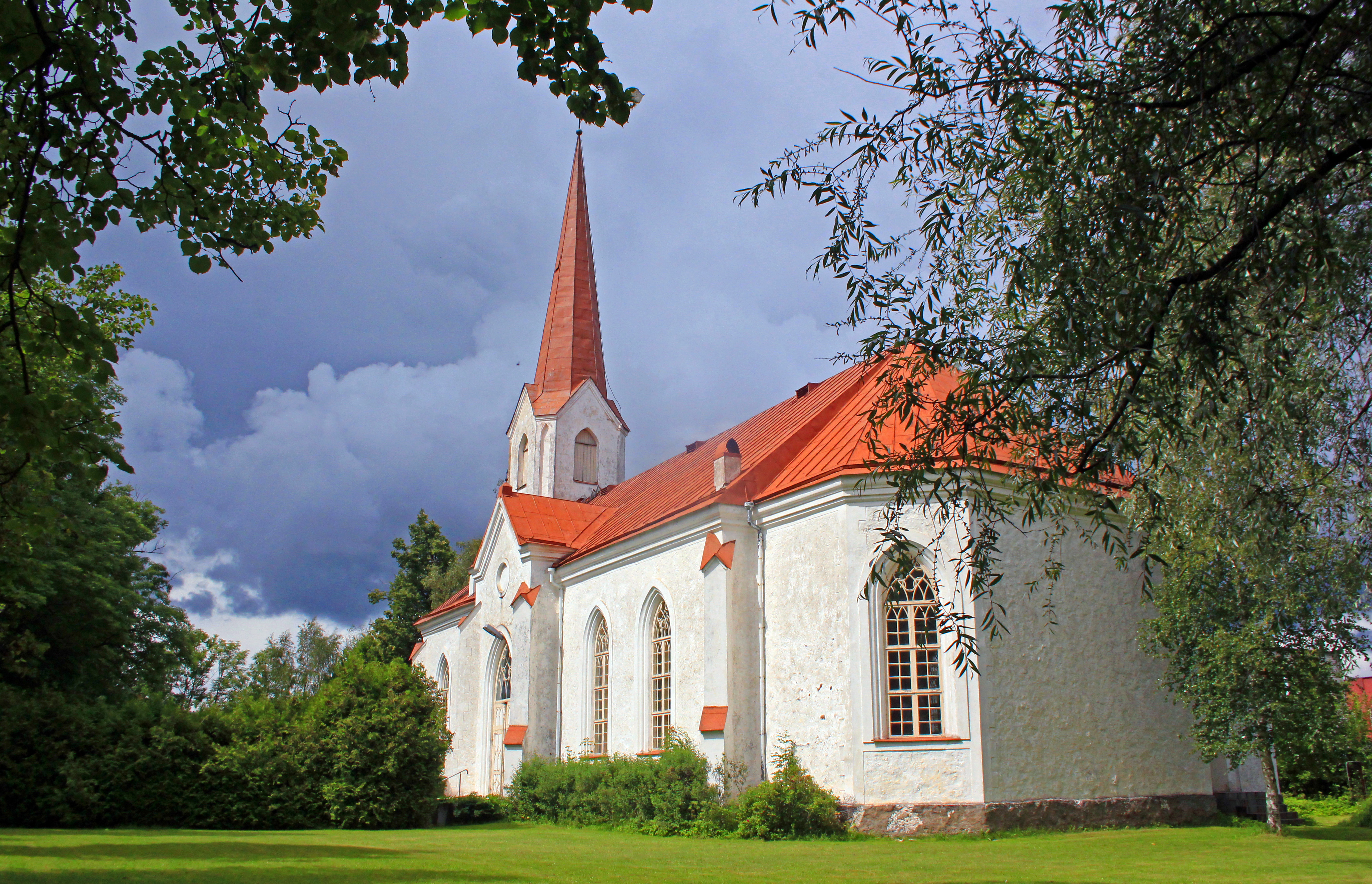
Lutherische Kirche von 1877
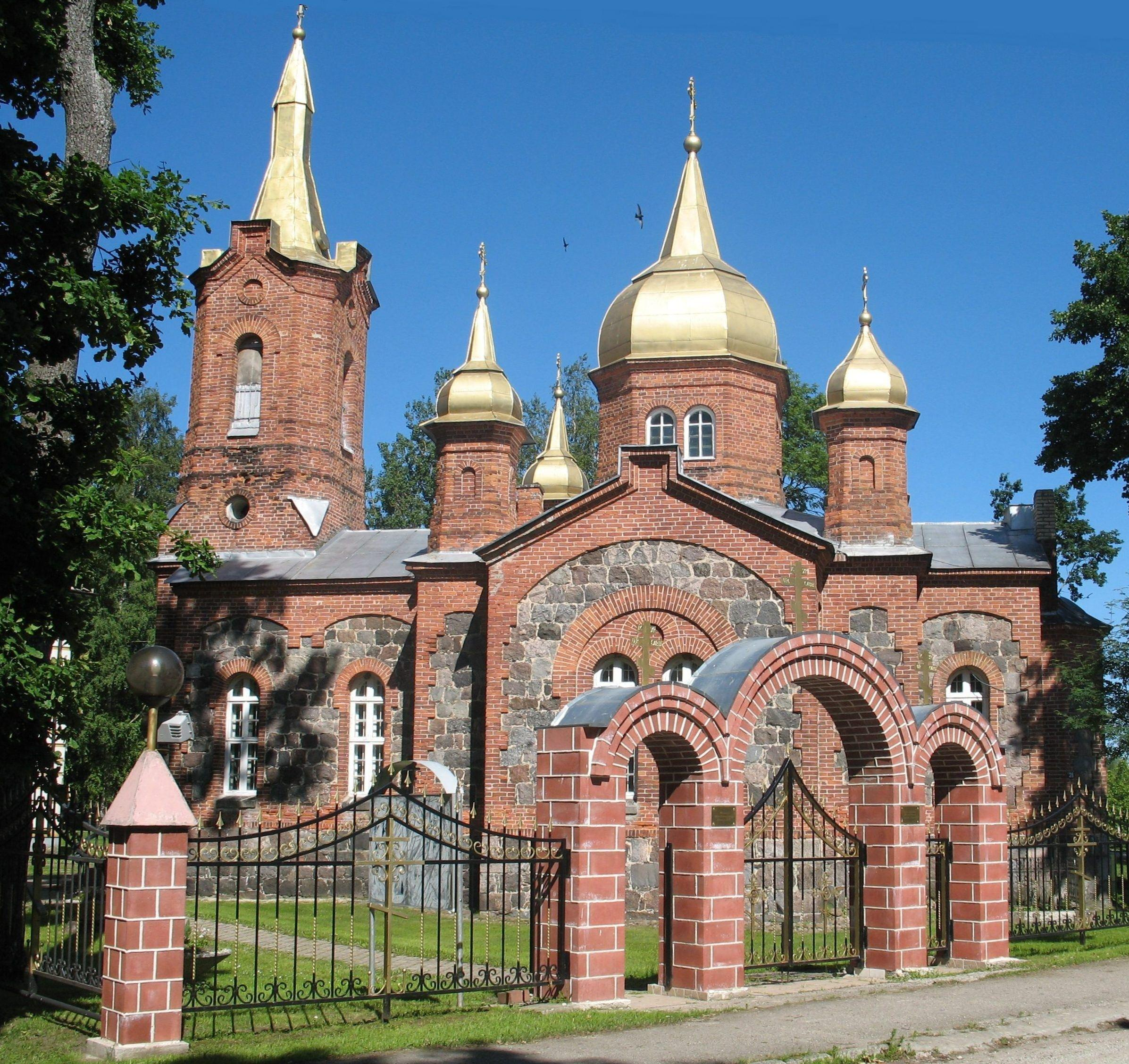
Orthodoxe Kirche der heiligen Dreifaltigkeit in Mustvee, erbaut 1877
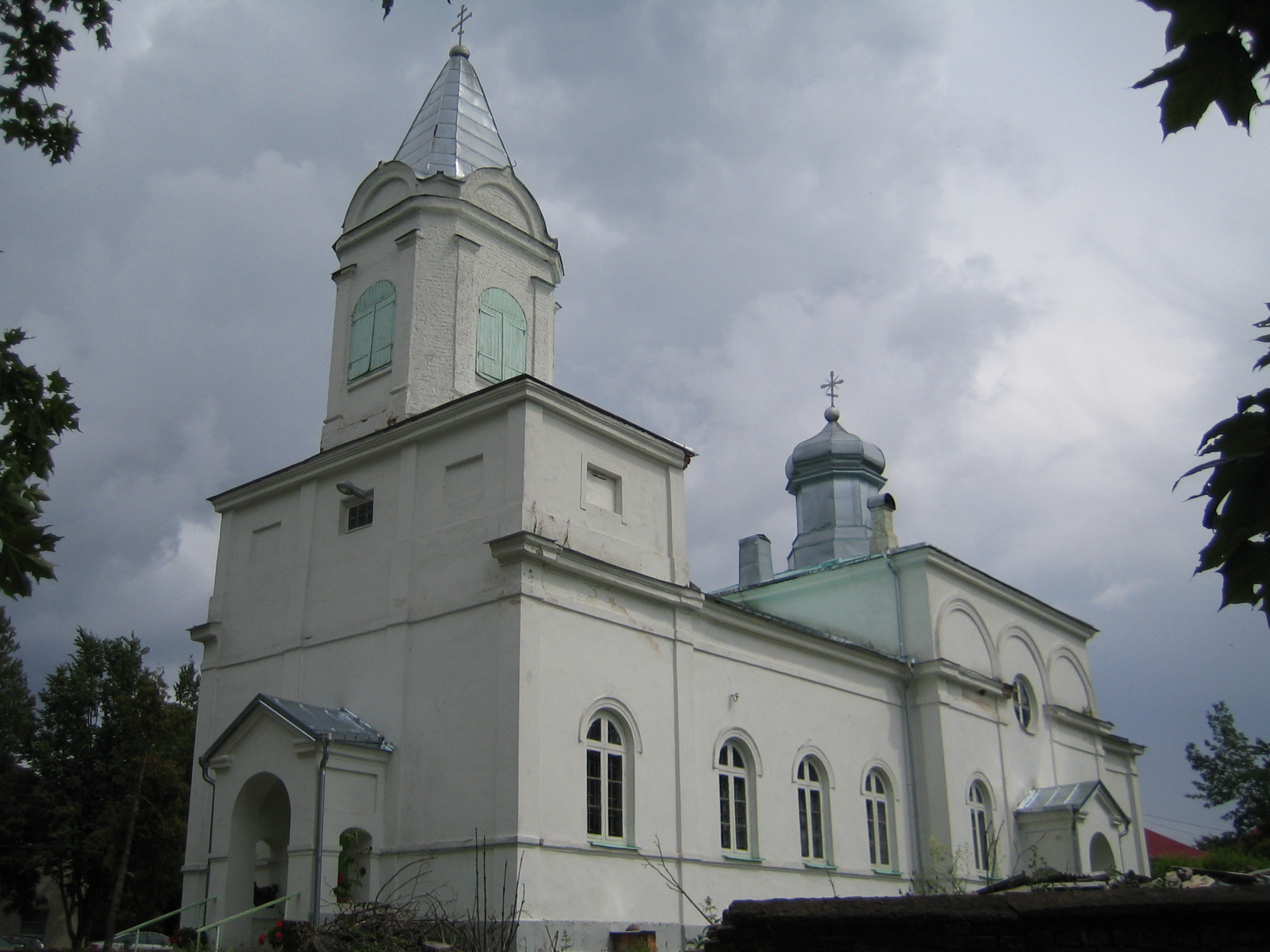
Orthodoxe St.-Nikolaus-Kirche, von 1861 bis 1864 errichtet
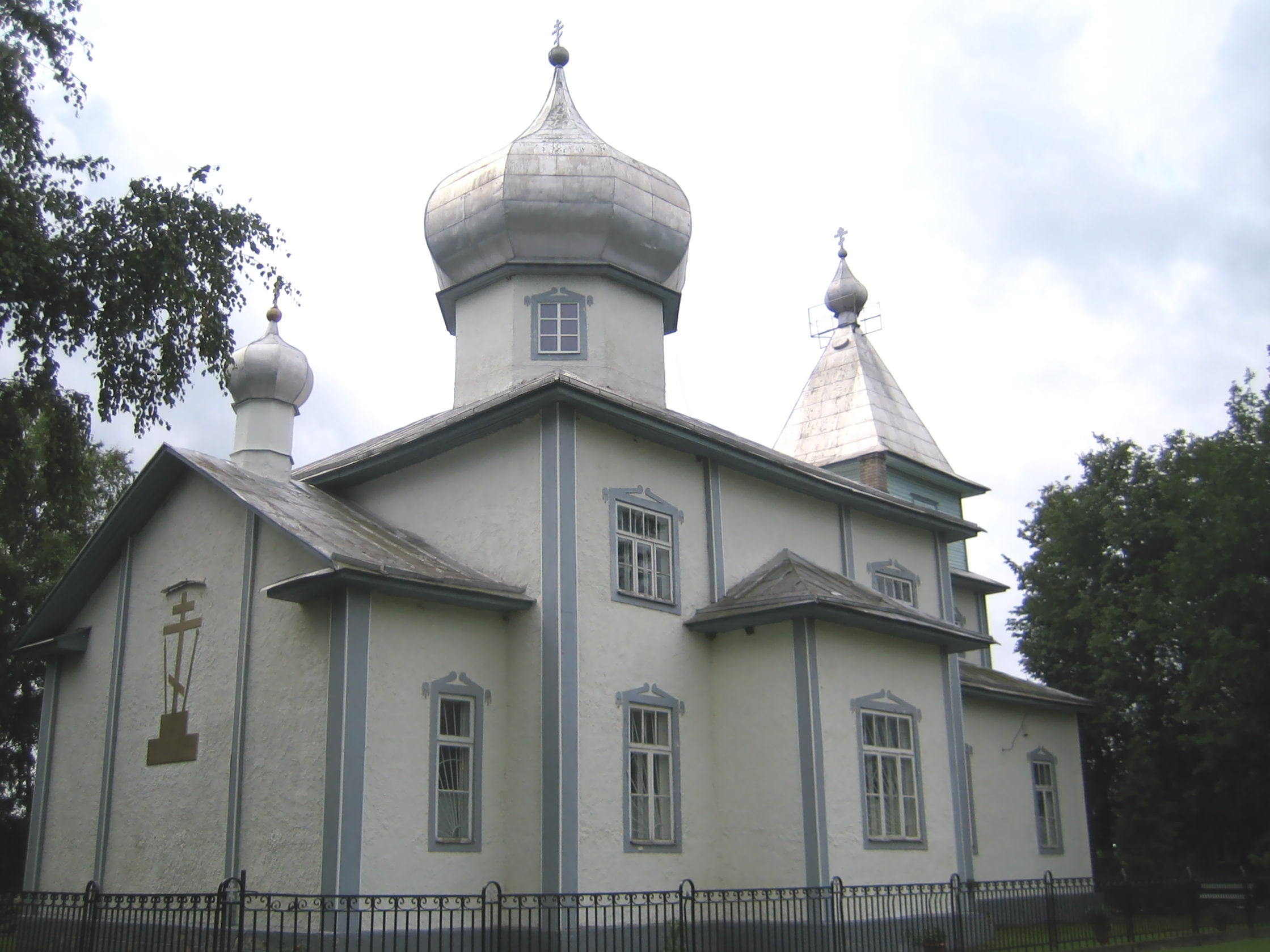
Kirche der Altgläubigen, 1927 bis 1930 erbaut
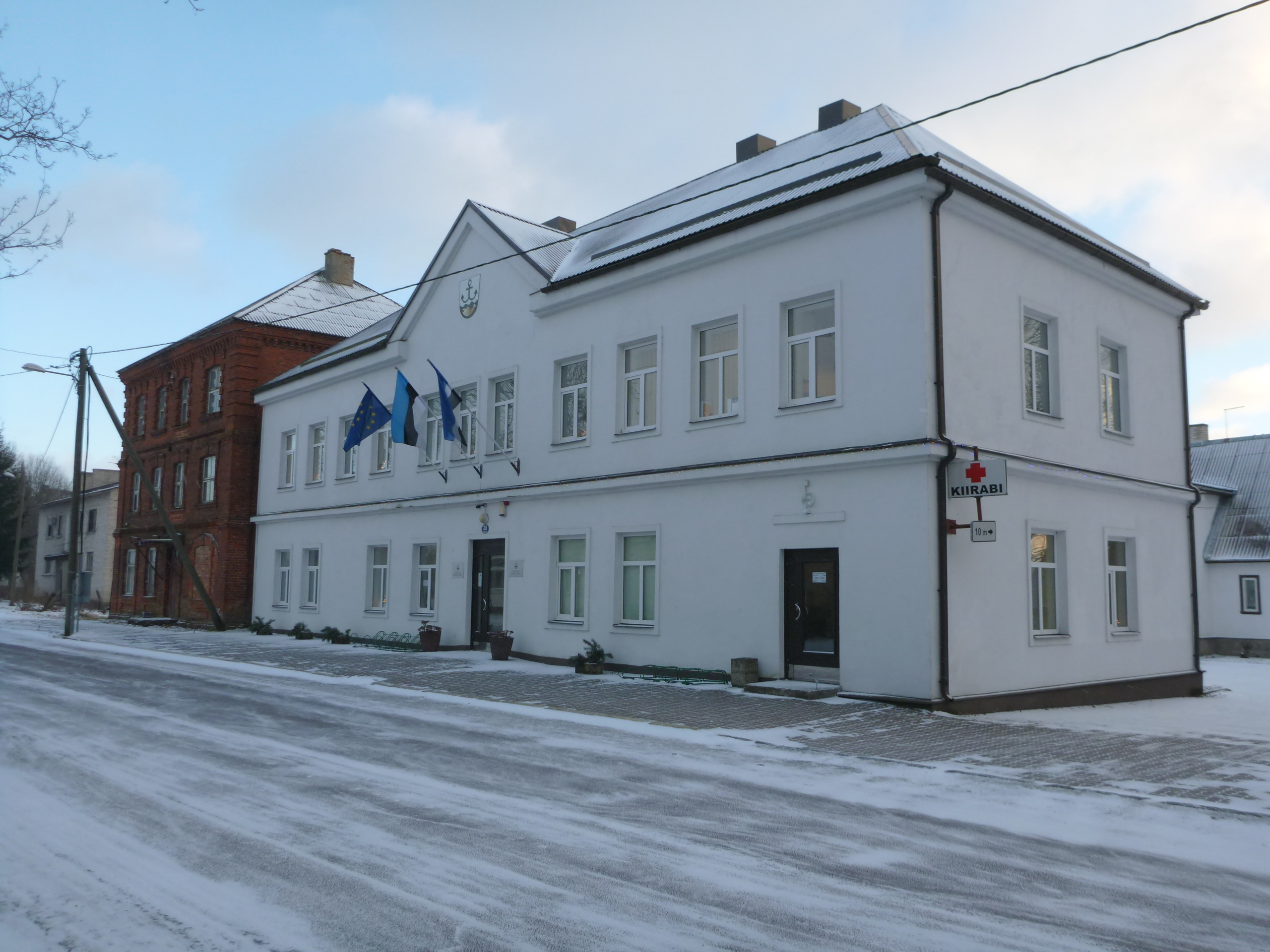
Rathaus Mustvee
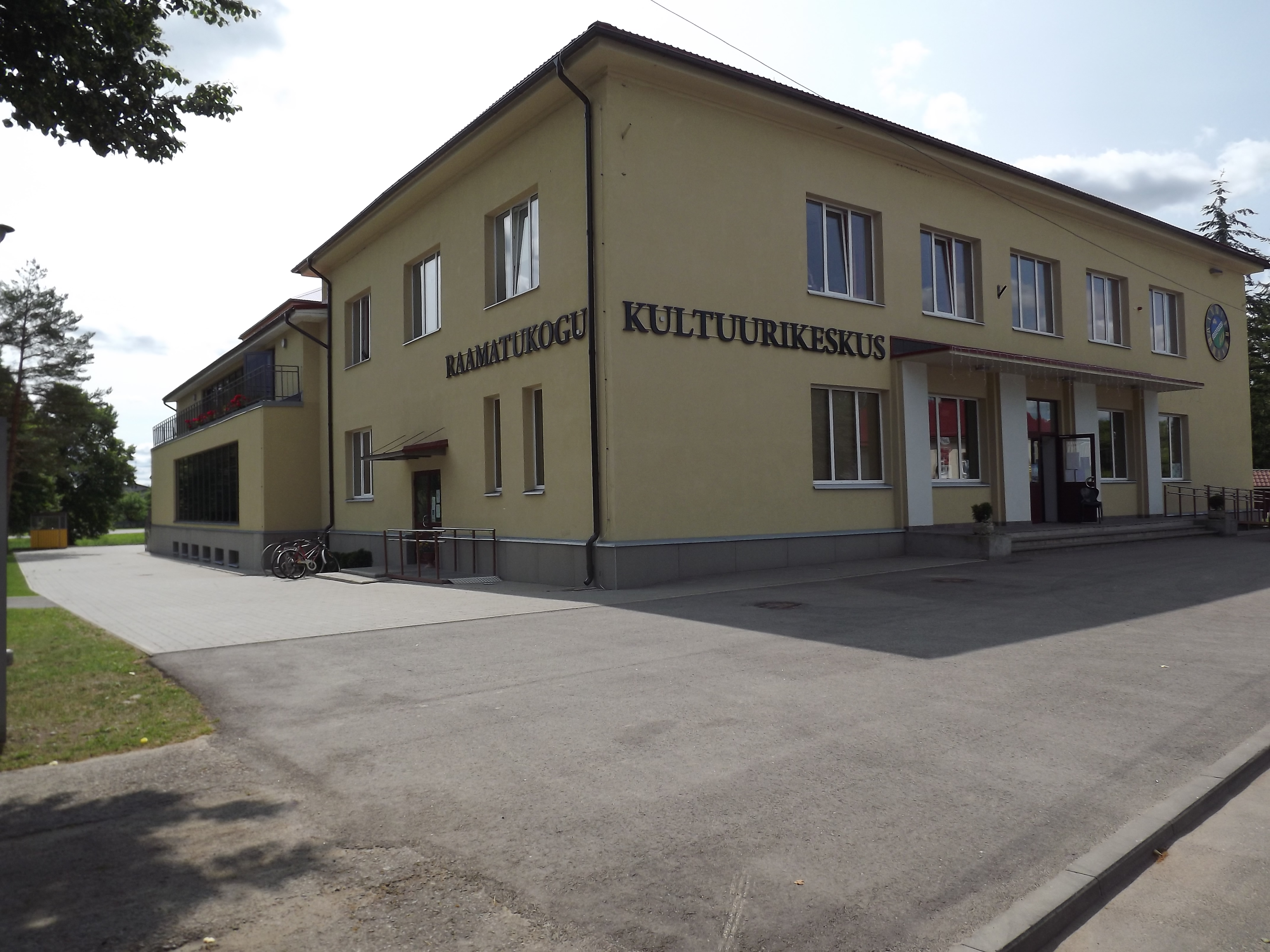
Kulturhaus Mustvee, erbaut von 1957 bis 1961

Sehenswert in Mustvee ist das Museum der Altgläubigen. In ihm wird die Geschichte Mustvees und die Einwanderung der Altgläubigen an das Westufer des Peipussees dargestellt.
Daneben existiert in Mustvee ein Waagen-Museum (Heino Lubja Kaalumuuseum) mit zahlreichen historisch interessanten Exponaten.